# Ołeksij Pawłenko
Ołeksij Mychajłowycz Pawłenko, ukr. Олексій Михайлович Павленко (ur. 2 stycznia 1977 w Humaniu) – ukraiński ekonomista i menedżer, od 2014 do 2016 minister polityki rolnej i żywnościowej.

## Życiorys
W 1998 ukończył ekonomię na Akademii Kijowsko-Mohylańskiej. Kształcił się następnie w Holandii, uzyskując w 2002 dyplom MBA. Pracował w przedsiębiorstwie audytowym i jako dyrektor wykonawczy spółki prawa handlowego, następnie został jednym z partnerów funduszu inwestycyjnego. Był też członkiem rady nadzorczej holdingu rolno-przemysłowego.
2 grudnia 2014 objął stanowisko ministra polityki rolnej i żywnościowej w drugim rządzie Arsenija Jaceniuka (z rekomendacji Samopomocy). Funkcję tę pełnił do 14 kwietnia 2016.